# Mastigostyla cabrerae
Mastigostyla cabrerae är en irisväxtart som beskrevs av Robert Crichton Foster. Mastigostyla cabrerae ingår i släktet Mastigostyla och familjen irisväxter. Inga underarter finns listade i Catalogue of Life.